# Station Józefów Roztoczański
Station Józefów Roztoczański is een spoorwegstation in de Poolse plaats Majdan Kasztelański.